# Nyugat-Dunántúl
Transdanubio Occidental (en húngaro: "Nyugat-Dunántúl") es una región estadística (NUTS 2) de Hungría. Forma parte de la región mayor de Transdanubio (HU2; NUTS 1), que engloba también a las regiones de Transdanubio Meridional (HU23) y Transdanubio Central (HU21). En Transdanubio Occidental se encuentran los condados de Zala (HU223), Vas (HU222) y Győr-Moson-Sopron (HU221). 
Como eurorregión, Transdanubio Occidental es conocida como Panonia Occidental. 
Económicamente, el PIB per cápita es de unos 15.100 € (2006).

## Subregiones (Kistérség)
(Datos de población de las subregiones de 2005).

### Győr-Moson-Sopron
- Kistérség de Csorna (35.299)
- Kistérség de Győr (176.481)
- Kistérség de Kapuvár (25.136)
- Kistérség de Mosonmagyaróvár (72.861)
- Kistérség de Pannonhalm (17.101)
- Kistérség de Sopron–Fertőd (93.636)
- Kistérség de Tét (19.408)

### Vas
- Kistérség de Celldömölk (26.115)
- Kistérség de Csepreg (11.647)
- Kistérség de Körmend (22.104)
- Kistérség de Kőszeg (18.345)
- Kistérség de Őriszentpéter (7.128)
- Kistérség de Sárvár (36.548)
- Kistérség de Szentgotthárd (15.177)
- Kistérség de Szombathely (113.333)
- Kistérség de Vasvár (14.832)

### Zala
- Kistérség de Keszthely–Hévíz (47.635)
- Kistérség de Lent (22.678)
- Kistérség de Letenye (18.477)
- Kistérség de Nagykanizsa (66.968)
- Kistérség de Zalaegerszeg (106.099)
- Kistérség de Zalakaros (13.196)
- Kistérség de Zalaszentgrót (18.557)

## Localidades con más población
- Győr 129.000
- Szombathely 80.000
- Zalaegerszeg 62.000
- Sopron 58.000
- Nagykanizsa 51.000
- Mosonmagyaróvár 32.000
- Keszthely 22.000
- Sárvár 16.000
- Körmend 13.000
- Kőszeg 13.000